# Гибадуллин, Миннитагир Гибадуллинович
Миннитагир Гибадуллинович Гибадуллин (баш. Миңлетаһир Ғибәҙулла улы Ғибәҙуллин,по другим сведениям — Тагир Гибатович Гибатов, баш. Таһир Ғибәт улы Ғибәҙәтов; 1898—1982) — писатель-сказочник, участник башкирского национального движения.

## Биография
Гибадуллин Миннитагир Гибадуллинович родился 29 декабря 1898 года в деревне Абзаево Златоустовского уезда Уфимской губернии (ныне в Кигинском районе Башкортостана).
Учился в медресе города Троицк, овладел тюрки, арабским и персидским языками.
Принимал участие в Первой мировой войне и Гражданской войне в России. Являлся активным участником Башкирского национального движения.
В 1937 году был арестован и подвергнут к репрессии. Предположительно до 1947 года находился в заключении. В 1989 году реабилитирован.

## Творчество
Гибадуллин Миннитагир Гибадуллинович являлся мастером художественного слова, рассказывал легенды, предания, хатира и сказки нравоучительного характера.
В 1970-е годы у Миннитагира Гибадуллиновича А. М. Сулеймановым было записано около 30 произведений, из них некоторые вошли в своды «Башкорт халык ижады» и «Башкирское народное творчество».